# Comtat de Storstrøm
El comtat de Storstrøm (danès Storstrøms Amt) fou un comtat (danès amt) a les illes de Sjælland, Møn, Falster, Lolland i d'altres menors al sud-oest de Dinamarca. Amb la Reforma Municipal que es va fer efectiva l'1 de gener del 2007 es va integrar a la Regió de Sjælland.

## Antics municipis (1970-2006)
Era format pels antics municipis de:
| - Fakse - Fladså - Holeby - Holmegaard - Højreby - Langebæk - Maribo - Møn - Nakskov - Nykøbing Falster - Nysted - Næstved | - Nørre Alslev - Præstø - Ravnsborg - Rudbjerg - Rødby - Rønnede - Sakskøbing - Stevns - Stubbekøbing - Suså - Sydfalster - Vordingborg |